# Swale

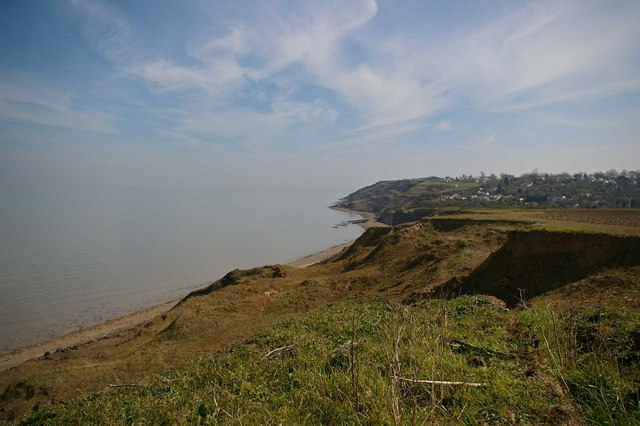
Sheppey Cliff

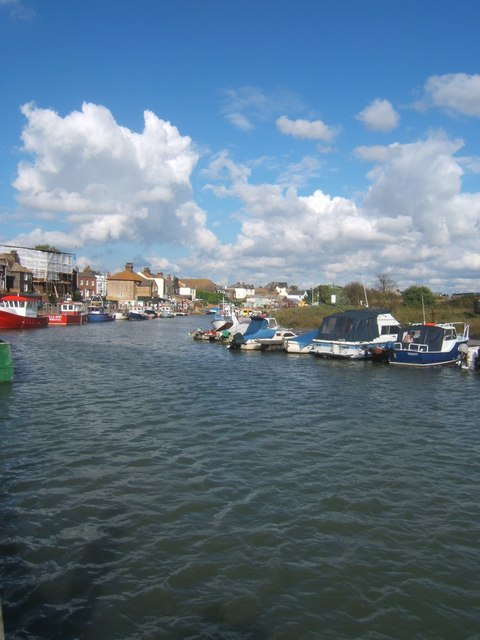
Queenborough

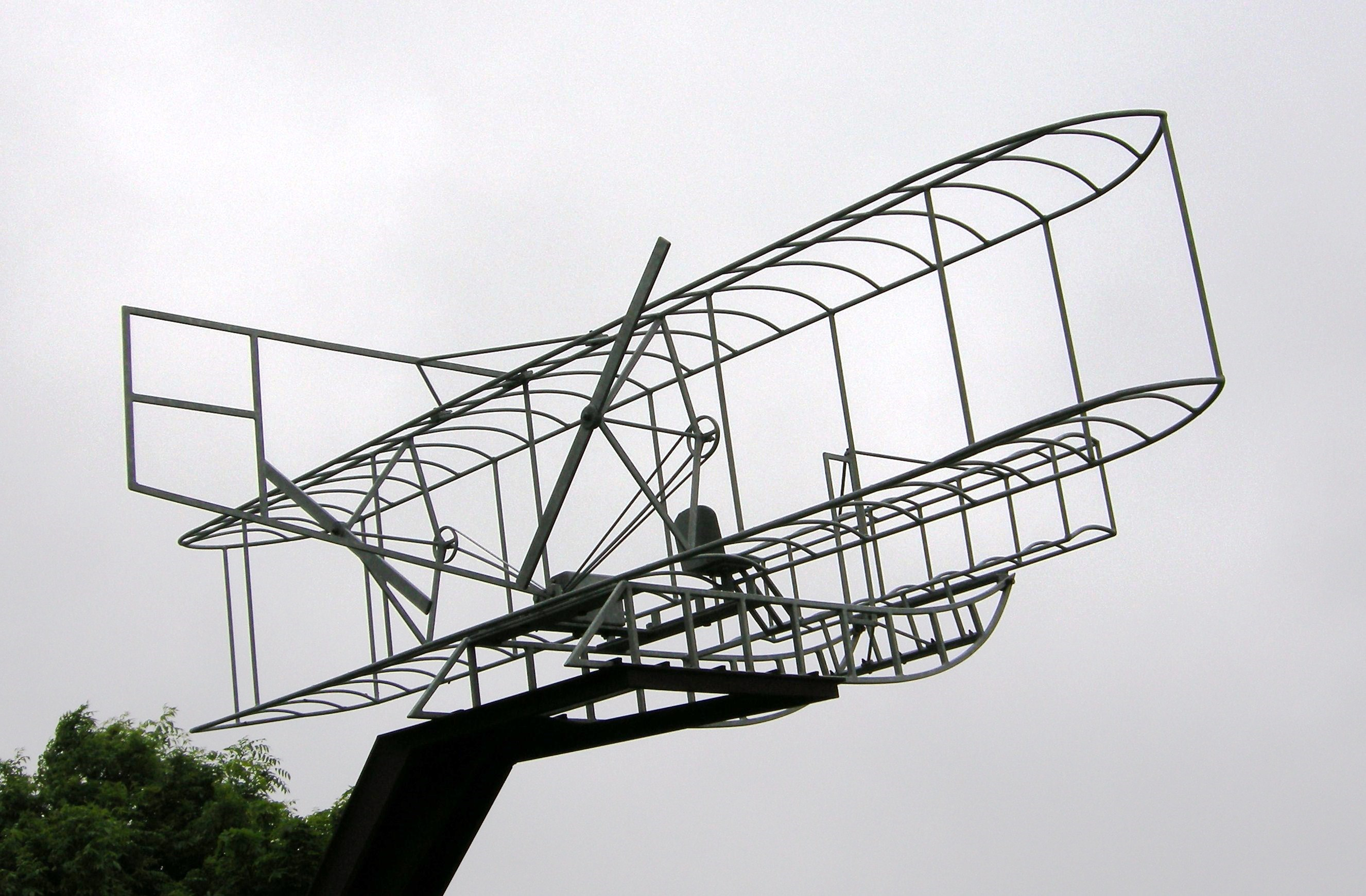
Pomnik w Eastchurch z okazji stulecia lotnictwa w Wielkiej Brytanii

Swale District – dystrykt w Anglii, w północnej części hrabstwa Kent. Centrum administracyjne dystryktu znajduje się w Sittingbourne.
Dystrykt ma powierzchnię 373,4 km², od północy graniczy przez estuarium Tamizy z dystryktem Southend-on-Sea w hrabstwie Essex, od zachodu z dystryktem Medway, od południa z dystryktami Ashford i Maidstone, zaś od wschodu z dystryktem Canterbury – wszystkie w hrabstwie Kent. Zamieszkuje go 135 835 osób.
W 1909 roku Short Brothers zbudowali w Leysdown pierwszą fabrykę samolotów w Wielkiej Brytanii, zaś niedaleko znajdowało się pierwsze lądowisko Royal Aero Club z którego zaczęli korzystać w tym samym roku.

## Podział administracyjny
Dystrykt obejmuje miasta Faversham, Queenborough, Sheerness i Sittingbourne oraz 34 civil parish:
| - Bapchild - Bobbing - Borden - Boughton-under-Blean - Bredgar - Doddington - Dunkirk - Eastchurch - Eastling - Graveney with Goodnestone - Hartlip - Hernhill - Iwade - Leysdown - Lower Halstow - Luddenham - Lynsted with Kingsdown | - Milstead - Minster-on-Sea - Newnham - Newington - Norton, Buckland and Stone - Oare - Ospringe - Rodmersham - Selling - Sheldwich Badlesmere and Leaveland - Stalisfield - Teynham - Throwley - Tonge - Tunstall - Upchurch - Warden |

Dystrykt dzieli się na 25 okręgów wyborczych:
| - Abbey - Borden - Boughton and Courtenay - Chalkwell - Davington Priory - East Downs - Grove - Hartlip, Newington and Upchurch - Iwade and Lower Halstow - Kemsley - Leysdown and Warden - Milton Regis - Minster Cliffs | - Murston - Queenborough and Halfway - Roman - Sheerness East - Sheerness West - Sheppey Central - St. Ann’s - St. Michael’s - Teynham and Lynsted - Watling - West Downs - Woodstock |

## Demografia
W 2011 roku dystrykt Swale miał 135 835 mieszkańców. Zgodnie ze spisem powszechnym z 2011 roku dystrykt zamieszkiwało 948 osób urodzonych w Polsce.
Podział mieszkańców według grup etnicznych na podstawie spisu powszechnego z 2011 roku:
| - Biali Brytyjczycy: 126 130 (92,9%) - Biali Irlandczycy: 780 (0,6%) - Irish Travellers: 730 (0,5%) - Pozostali biali: 3 515 (2,6%) - Mieszani Karaibowie: 533 (0,4%) - Mieszani Afrykanie: 225 (0,2%) - Mieszani Azjaci: 441 (0,3%) - Pozostali mieszani: 376 (0,3%) - Hindusi: 545 (0,4%) | - Pakistańczycy: 107 (0,1%) - Banglijczycy: 206 (0,2%) - Chińczycy: 233 (0,2%) - Pozostali Azjaci: 398 (0,3%) - Czarni Afrykanie: 993 (0,7%) - Czarni Karaibowie: 277 (0,2%) - Pozostali czarni: 125 (0,1%) - Arabowie: 47 (0,0%) - Pozostałe grupy etniczne: 174 (0,1%) |

Podział mieszkańców według wyznania na podstawie spisu powszechnego z 2011 roku:
- Chrześcijaństwo –  63,0%
- Islam – 0,6%
- Hinduizm – 0,3%
- Judaizm – 0,1%
- Buddyzm – 0,2%
- Sikhizm – 0,1%
- Pozostałe religie – 0,4%
- Bez religii – 28,8%
- Nie podana religia – 6,6/%

## Transport

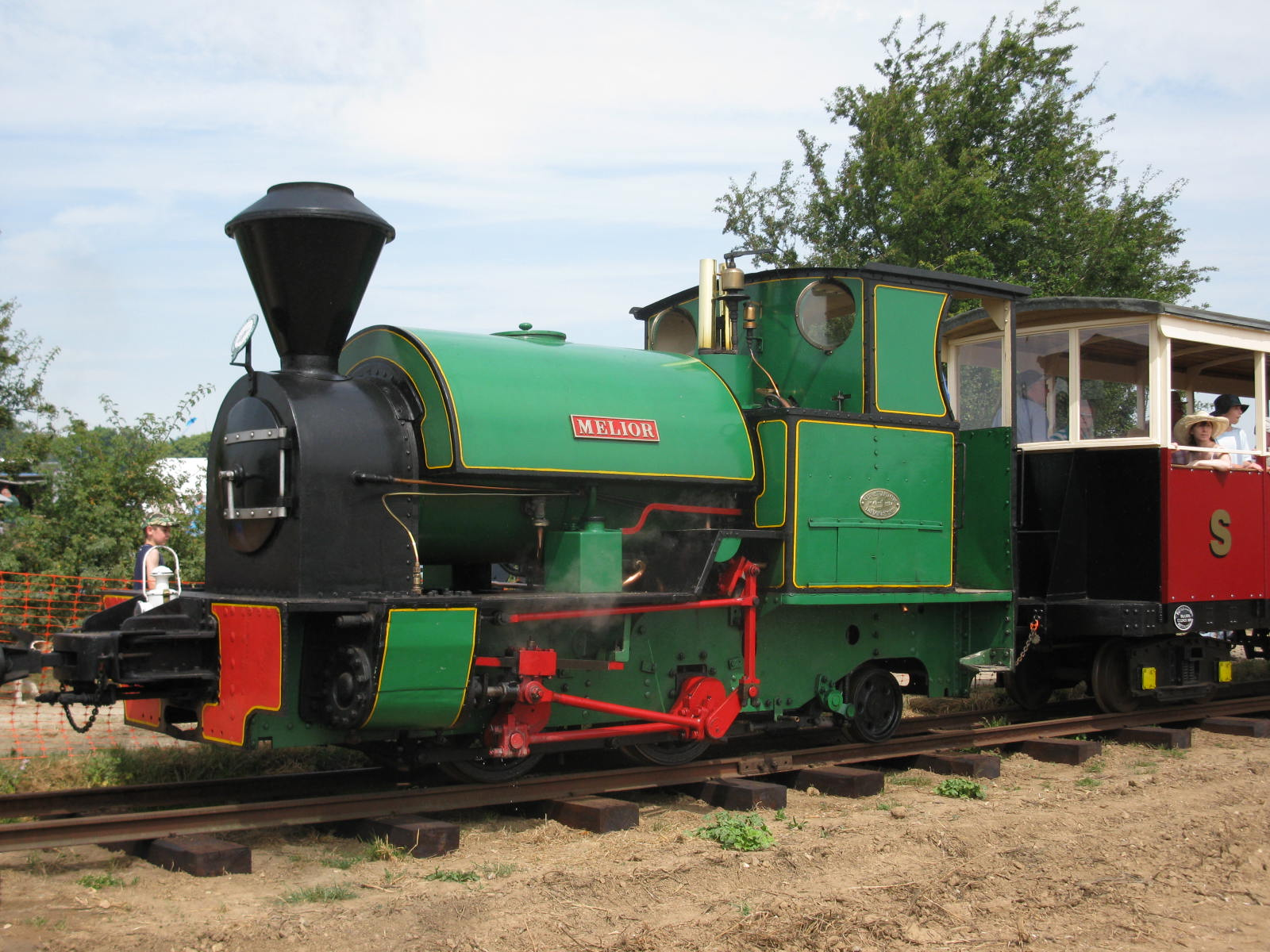
Sittingbourne and Kemsley Light Railway

Na terenie dystryktu znajdują się następujące stacje kolejowe:
- Faversham
- Kemsley
- Kemsley Down
- Newington
- Queenborough
- Selling
- Sheerness-on-Sea
- Sittingbourne
- Swale
- Teynham

Stacje Farversham i Sittingbourne obsługują linie kolei dużej prędkości High Speed 1, na której jeżdżą pociągi Southeastern Highspeed, z tą różnicą, że poruszają się tutaj zwykłymi torami i dopiero na stacji Ebbsfleet International w dystrykcie Dartford
wjeżdżają na linię High Speed.
Na terenie dystryktu kursują dwie kolejki wąskotorowe:
- między miejscowością Sittingbourne a wybrzeżem The Swale na trasie o długości 3,2 km kursuje Sittingbourne and Kemsley Light Railway[7],
- między miejscowościami Bredgar a Wormshill w dystrykcie Maidstone na trasie o długości 600 metrów kursuje Bredgar & Wormshill Light Railway[8].

Przez dystrykt przechodzi autostrada M2, a także droga A2 łącząca Dover z centrum Londynu.

## Inne miejscowości
Badlesmere, Bapchild, Barrow Green, Bay View, Bobbing, Borden, Boughton Street, Boughton under Blean, Bredgar, Chestnut Street, Conyer, Danaway, Dargate, Davington, Denstroude, Doddington, Dungate, Dunkirk, Eastchurch, Eastling, Elmley, Erriottwood, Goodnestone, Graveney, Halfway Houses, Hartlip, Heart’s Delight, Hernhill, Highsted, Iwade, Keycol, Leaveland, Lewson Street, Leysdown-on-Sea, Lower Halstow, Luddenham, Lynsted, Milstead, Milton Regis, Minster, Mockbeggar, Murston, Newington, Newnham, Oad Street, Oare, Ospringe, Painters Forstal, Perrywood, Rodmersham, Rodmersham Green, Rushenden, Selling, Sheldwich, Shellness, Stalisfield Green, Staplestreet, Teynham, Throwley, Tonge, Tunstall, Upchurch, Uplees, Warden, Waterham, Whitehill.